# Entosthodon wichurae
Entosthodon wichurae là một loài Rêu trong họ Funariaceae. Loài này được M. Fleisch. mô tả khoa học đầu tiên năm 1904.